# Misti
O Misti é um vulcão no formato de cone localizado no sudoeste do Peru, próximo de Arequipa. Com seus 5822 m de altitude, o vulcão é um dos símbolos da cidade que é a segunda maior do Peru com mais de um milhão de habitantes. 

No inverno (de Maio a Setembro) é possível ver a bela paisagem do vulcão com o topo nevado. Estudos geológicos indicam que o Misti teve pelo menos 5 pequenas erupções no século XX, mas a última grande erupção ocorreu em 1870.

## Descrição
O Misti tornou-se um dos maiores símbolos de Arequipa. Durante a época colonial, a maioria das casas foram construídas com silhar, uma pedra branca formada com a deposição de cinzas e lapilli durante as erupções piroclásticas do vulcão. A última vez que o Misti teve algum tipo de atividade relevante, como grandes fumarolas, foi em 1870 .